# Ken Dryden

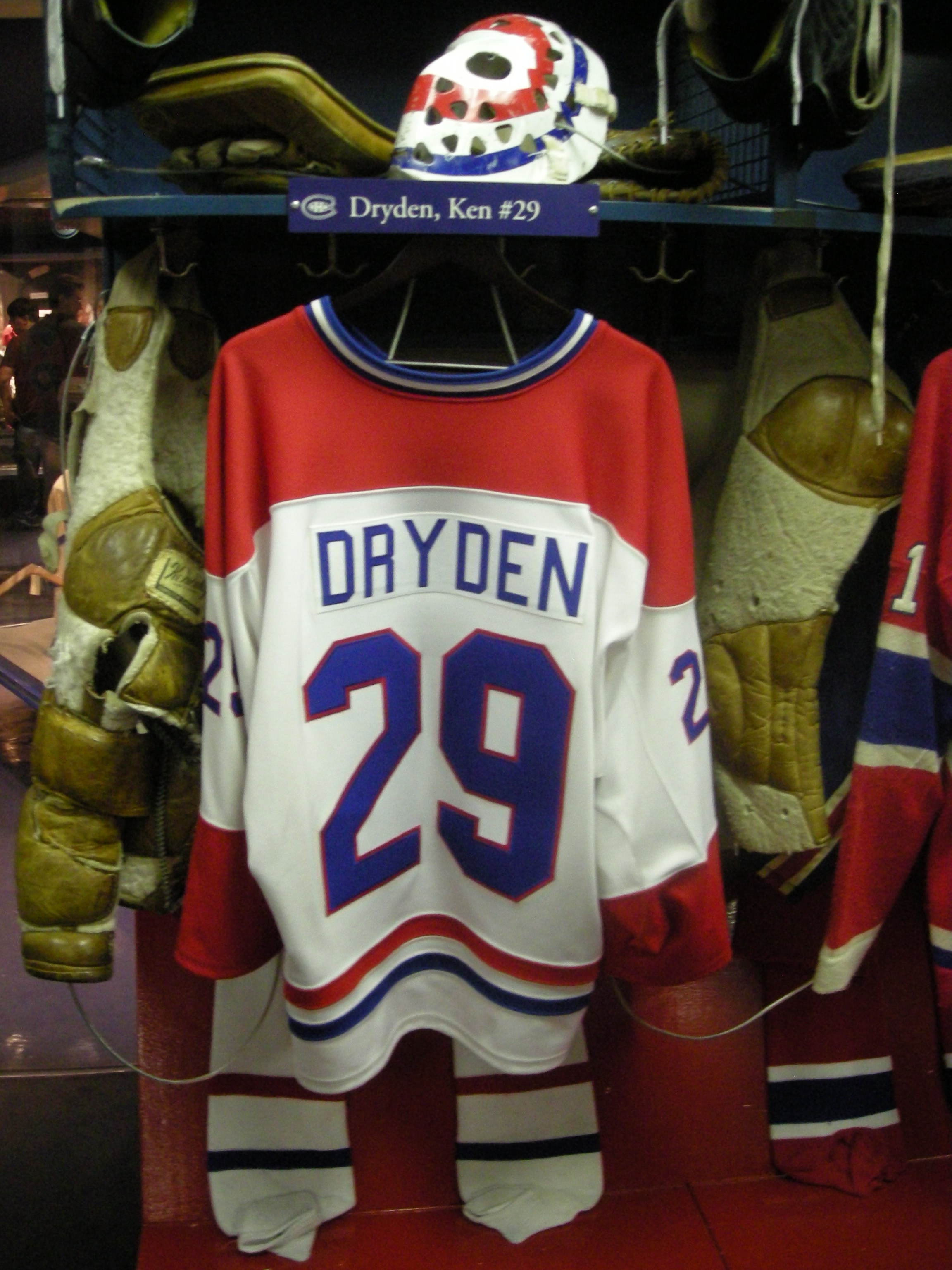

Kenneth Wayne Dryden, född 8 augusti 1947 i Hamilton, Ontario, är en kanadensisk politiker, advokat, affärsman, författare och före detta professionell ishockeymålvakt i NHL för Montreal Canadiens. Han är medlem av Hockey Hall of Fame.
Ken Dryden vann Stanley Cup sex gånger med Montreal Canadiens. Han vann Conn Smythe Trophy 1970–71, Calder Memorial Trophy 1971–72 och Vezina Trophy fem gånger.
Han är yngre bror till Dave Dryden som spelade också som målvakt i NHL. Den 20 mars 1971 möttes bröderna för första gången när Ken Dryden och hans Canadiens spelade mot Dave Dryden och dennes Buffalo Sabres i en tävlingsmatch, det var den första och enda gången i NHL:s historia att två bröder stod i varsin målbur under en NHL-match.

## Statistik
V = Vinster, F = Förluster, O = Oavgjorda, MIN = Spelade minuter, IM = Insläppta Mål, N = Hållna nollor, GIM = Genomsnitt insläppta mål per match

### Grundserie
| Säsong     | Lag                | Liga       | Matcher | V   | F  | O  | MIN   | IM  | N  | GIM  |
| ---------- | ------------------ | ---------- | ------- | --- | -- | -- | ----- | --- | -- | ---- |
| 1966–67    | Cornell Big Red    | ECAC       | 27      | 26  | 0  | 1  | 1646  | 77  | 4  | 1.46 |
| 1967–68    | Cornell Big Red    | ECAC       | 29      | 25  | 2  | 0  | 1620  | 23  | 6  | 1.52 |
| 1968–69    | Cornell Big Red    | ECAC       | 27      | 25  | 2  | 0  | 1578  | 147 | 3  | 1.79 |
| 1970–71    | Montreal Voyageurs | AHL        | 33      | 16  | 7  | 8  | 1899  | 84  | 3  | 2.68 |
| 1970–71    | Montreal Canadiens | NHL        | 6       | 6   | 0  | 0  | 327   | 9   | 0  | 1.65 |
| 1971–72    | Montreal Canadiens | NHL        | 64      | 39  | 8  | 15 | 3800  | 142 | 8  | 2.24 |
| 1972–73    | Montreal Canadiens | NHL        | 54      | 33  | 7  | 13 | 3165  | 119 | 6  | 2.26 |
| 1974–75    | Montreal Canadiens | NHL        | 41      | 22  | 10 | 8  | 2363  | 129 | 4  | 3.28 |
| 1975–76    | Montreal Canadiens | NHL        | 62      | 42  | 10 | 8  | 3580  | 121 | 8  | 2.03 |
| 1976–77    | Montreal Canadiens | NHL        | 56      | 41  | 6  | 8  | 3275  | 117 | 10 | 2.14 |
| 1977–78    | Montreal Canadiens | NHL        | 52      | 37  | 7  | 7  | 3071  | 105 | 5  | 2.05 |
| 1978–79    | Montreal Canadiens | NHL        | 47      | 30  | 10 | 7  | 2814  | 108 | 5  | 2.30 |
| NHL totalt | NHL totalt         | NHL totalt | 397     | 258 | 57 | 74 | 25251 | 954 | 46 | 2.24 |

### Slutspel
| Säsong     | Lag                | Liga       | Matcher | V  | F  | MIN  | IM  | N  | GIM  |
| ---------- | ------------------ | ---------- | ------- | -- | -- | ---- | --- | -- | ---- |
| 1970–71    | Montreal Canadiens | NHL        | 20      | 12 | 8  | 1221 | 61  | 0  | 3.00 |
| 1971–72    | Montreal Canadiens | NHL        | 6       | 2  | 4  | 360  | 17  | 0  | 2.83 |
| 1972–73    | Montreal Canadiens | NHL        | 17      | 12 | 5  | 1039 | 50  | 1  | 2.89 |
| 1974–75    | Montreal Canadiens | NHL        | 11      | 6  | 5  | 688  | 29  | 2  | 2.53 |
| 1975–76    | Montreal Canadiens | NHL        | 13      | 12 | 1  | 780  | 25  | 1  | 1.92 |
| 1976–77    | Montreal Canadiens | NHL        | 14      | 12 | 2  | 849  | 22  | 4  | 1.55 |
| 1977–78    | Montreal Canadiens | NHL        | 15      | 12 | 3  | 919  | 29  | 2  | 1.89 |
| 1978–79    | Montreal Canadiens | NHL        | 16      | 12 | 4  | 990  | 41  | 0  | 2.48 |
| NHL totalt | NHL totalt         | NHL totalt | 112     | 80 | 32 | 6846 | 274 | 10 | 2.40 |

### Internationellt
| År            | Lag           | Turnering     |   | Matcher | V | F | O   | MIN | IM | N    | GIM |
| ------------- | ------------- | ------------- | - | ------- | - | - | --- | --- | -- | ---- | --- |
| 1969          | Kanada        | VM            | 2 | 1       | 1 | 0 | 120 | 4   | 1  | 2.00 |     |
| 1972          | Kanada        | Summit Series | 4 | 2       | 2 | 0 | 240 | 19  | 0  | 4.75 |     |
| 1979          | NHL All-Stars | Challenge Cup | 2 | 1       | 1 | 0 | 120 | 7   | 0  | 3.50 |     |
| Senior totalt | Senior totalt | Senior totalt | 8 | 4       | 4 | 0 | 480 | 30  | 1  | 3.75 |     |